# 马寅初故居 (嵊州)
马寅初故居是指中国近现代教育家、经济学家、人口学家马寅初在浙江省嵊州市的出生、成长地。故居位于浦口街道名人街74号，为江南传统民居建筑。

## 历史
清光绪年间马寅初之父马棣生建造。占地628平方米，建筑面积1228平方米。故居坐南朝北，共三进，建于一条纵轴线上，每进之间设天井，均为两层楼高，白墙小青瓦，硬山顶。第二、三进的二楼四周设回廊相通（俗称走马楼）。1882年6月24日，马寅初于马年马月马日马时降生于第二进西次间，并在此度过了童幼年、青少年时期，生活至17岁。故居为爱国主义和廉政建设教育基地，2006年5月25日与杭州马寅初故居同时由国务院公布为第六批全国重点文物保单位。